# AJ Kitt
Alva Ross „AJ” Kitt (ur. 13 września 1968 w Rochester) – amerykański narciarz alpejski, brązowy medalista mistrzostw świata.

## Kariera
Pierwsze punkty w zawodach Pucharu Świata wywalczył 23 stycznia 1988 roku w Leukerbad, zajmując dwunaste miejsce w zjeździe. Na podium zawodów tego cyklu po raz pierwszy stanął 7 grudnia 1991 roku w Val d’Isère, kończąc bieg zjazdowy na pierwszej pozycji. W zawodach tych wyprzedził Austriaka Leonharda Stocka i Franza Heinzera ze Szwajcarii. W kolejnych startach jeszcze pięciokrotnie stawał na podium zawodów Pucharu Świata, jednak nie odniósł już zwycięstwa: 18 stycznia 1992 roku w Kitzbühel i 15 marca 1995 roku w Bormio był drugi w zjeździe, 7 marca 1992 roku w Panoramie i 12 grudnia 1992 roku w Val Gardena był trzeci w tej konkurencji, a 26 lutego 1995 roku w Whistler zajął drugie miejsce w supergigancie. Najlepsze wyniki osiągnął w sezonie 1991/1992, kiedy zajął 10. miejsce w klasyfikacji generalnej, a w klasyfikacji zjazdu był trzeci.
Największy sukces w karierze osiągnął w 1993 roku, kiedy podczas mistrzostw świata w Morioce wywalczył brązowy medal w biegu zjazdowym. Uległ tam jedynie Ursowi Lehmannowi ze Szwajcarii i Norwegowi Atle Skårdalowi. Był to jego jedyny medal wywalczony na międzynarodowej imprezie tej rangi. Startował też na mistrzostwach świata w Sestriere w 1997 roku, zajmując 23. miejsce w zjeździe i 25. miejsce w supergigancie. W 1988 roku wystąpił na igrzyskach olimpijskich w Calgary, gdzie jego najlepszym wynikiem było 26. miejsce w zjeździe. Na rozgrywanych cztery lata później igrzyskach w Albertville był dziewiąty w tej samej konkurencji. Podczas igrzysk w Lillehammer w 1994 roku zajął 17. miejsce w zjeździe, a w supergigancie został zdyskwalifikowany. Brał także udział w igrzyskach olimpijskich w Nagano w 1998 roku, jednak nie ukończył rywalizacji w zjeździe.

## Osiągnięcia

### Igrzyska olimpijskie
| Miejsce | Dzień     | Rok  | Miejscowość | Konkurencja | Czas biegu | Strata | Zwycięzca           |
| ------- | --------- | ---- | ----------- | ----------- | ---------- | ------ | ------------------- |
| 26.     | 15 lutego | 1988 | Calgary     | Zjazd       | 1:59,63    | +5,31  | Pirmin Zurbriggen   |
| DNF2    | 17 lutego | 1988 | Calgary     | Kombinacja  | 36,55 pkt  | -      | Hubert Strolz       |
| DSQ     | 21 lutego | 1988 | Calgary     | Supergigant | 1:39,66    | -      | Franck Piccard      |
| 9.      | 9 lutego  | 1992 | Albertville | Zjazd       | 1:50,37    | +1,61  | Patrick Ortlieb     |
| 23.     | 16 lutego | 1992 | Albertville | Supergigant | 1:13,04    | +3,27  | Kjetil André Aamodt |
| DNF2    | 11 lutego | 1992 | Albertville | Kombinacja  | 14,58 pkt  | -      | Josef Polig         |
| 17.     | 13 lutego | 1994 | Lillehammer | Zjazd       | 1:45,75    | +1,07  | Tommy Moe           |
| DSQ     | 17 lutego | 1994 | Lillehammer | Supergigant | 1:32,53    | -      | Markus Wasmeier     |
| DNF     | 13 lutego | 1998 | Nagano      | Zjazd       | 1:50,11    | -      | Jean-Luc Crétier    |

### Mistrzostwa świata
| Miejsce | Dzień       | Rok  | Miejscowość | Konkurencja | Czas biegu | Strata      | Zwycięzca           |
| ------- | ----------- | ---- | ----------- | ----------- | ---------- | ----------- | ------------------- |
| 20.     | 27 stycznia | 1991 | Saalbach    | Zjazd       | 1:54,91    | +2,45       | Franz Heinzer       |
| 28.     | 8 lutego    | 1993 | Morioka     | Kombinacja  | 34,22 pkt  | +132,93 pkt | Lasse Kjus          |
| DSQ1    | 10 lutego   | 1993 | Morioka     | Gigant      | 2:15,36    | -           | Kjetil André Aamodt |
| 3.      | 11 lutego   | 1993 | Morioka     | Zjazd       | 1:32,06    | +0,92       | Urs Lehmann         |
| 25.     | 3 lutego    | 1997 | Sestriere   | Supergigant | 1:29,68    | +2,25       | Atle Skårdal        |
| 23.     | 8 lutego    | 1997 | Sestriere   | Zjazd       | 1:51,11    | +2,64       | Bruno Kernen        |

### Puchar Świata

#### Klasyfikacje końcowe sezonu
- sezon 1987/1988: 99.
- sezon 1989/1990: 51.
- sezon 1990/1991: 50.
- sezon 1991/1992: 10.
- sezon 1992/1993: 36.
- sezon 1993/1994: 55.
- sezon 1994/1995: 24.
- sezon 1995/1996: 132.
- sezon 1996/1997: 77.
- sezon 1997/1998: 92.

#### Miejsca na podium w zawodach
1. Val d’Isère – 7 grudnia 1991 (zjazd) - 1. miejsce
2. Kitzbühel – 18 stycznia 1992 (zjazd) - 2. miejsce
3. Panorama – 7 marca 1992 (zjazd) - 3. miejsce
4. Val Gardena – 12 grudnia 1992 (zjazd) - 3. miejsce
5. Whistler – 26 lutego 1995 (supergigant) - 2. miejsce
6. Bormio – 15 marca 1995 (zjazd) - 2. miejsce